# جورج واشنطن (مخترع)
جورج كونستانت لويس واشنطن (بالإنجليزية: George Washington)‏(مايو 1871-29 مارس 1964) رجل الأعمال والمخترع الأمريكى الذي ذو أصل أنجلو بلجييكىفقد كان مخترع أمريكى ورجل أعمال لدى مؤسسة أنجلو بلقن. فقد عُرفت بالشركة المسماة شركة قهوة جورج واشنطن الذي أسسها بهدف تطوير تحضير طريقة القهوة الجاهزة وتحقيق إنتاج سريع لهذا المنتج.واشنطن الذي يكون ذو أصل أنجلو بلجيكى استقر ببلدة نيويورك بالأمم المتحدة عام 1897، أكثر ما اشتهر به كان ابتكاره لتحضير القهوة الفورية للشركة التي يمتلكها، شركة القهوة لجورج واشنطن.فهو مهاجر من بلجيكا بلده الأم، وصل لمدينة نيويورك عام 1897 وكانت له هواية العمل في المجال التكنولوجى قبل العمل في مجال تحضير القهوة الفورية اليا خلال إقامته المؤقتة في المركز الأمريكى عام 1906و 1907. فقد بدأ إنتاجه للقهوة الجاهزة عقب المشروع الفاشل إلى حد كبير في المجالات الفنية.واشنطن الذي بدأ ببيع القهوة الجاهزة التي أنتجها بنفسه عام 1909 عن طريق الخبرات التي اكتسبها فيما بين الأعوام 1906-1907 عندما كان موجودا بأمريكا الوسطى، فقد أسس شركة بهدف زيادة الإنتاج.قابلت الشركة التي يقع مركزها في نيو يورك ونيو جيرسى احتياج كبير للقهوة في أثناء الحرب العالمية الأولى للجيش الأمريكى متسعة في فترة قصيرة، فبجانب نجاح الشركة ونموها أصبحت مهمة في تزويد القوات المسلحة خلال الحرب العالمية الأولى وأيضاً أعلن عن منتجات الشركة في صحيفة نيويورك في الراديو.الشركة التي نشرت الإعلانات أيضا في الراديوهات وصحيفة نيويورك وصلت للنجاح مما جعل واشنطن ثريا. فنجاح الشركة جعلته ثرياً وعاش في قصر في بروكلين وفكر في الانتقال إلى متلكانة في الريف في نيو جيرسى.في النهاية انتقل المخترع إلى ماليكانيا في نيو جيرسى عام 1927 بعد إقامته في منزل كبير في بروكلين.بعدما واجه واشنطن مشكلة مع مسؤلى الضرائب وخسر نزاع مع سلطات الضرائب في نفس العام، وتزوج في نفس العام وصار أبا لثلالة أطفال.قبل فترة قصيرة من وفاة واشنطن إضطر لبيع شركته للمنتجات المنزلية الأمريكية فقد باع شركته لمنتجات المركز الأمريكى عام 1943 قبل فترة قصيرة من وفاته.اسم واشنطن الذي أظهرأن اسم واشنطن لا زال يستخدم حتى وقتنا الحاضر في منتجات جورج واشنطن للتتبيل.

## فترة شبابه وعائلته

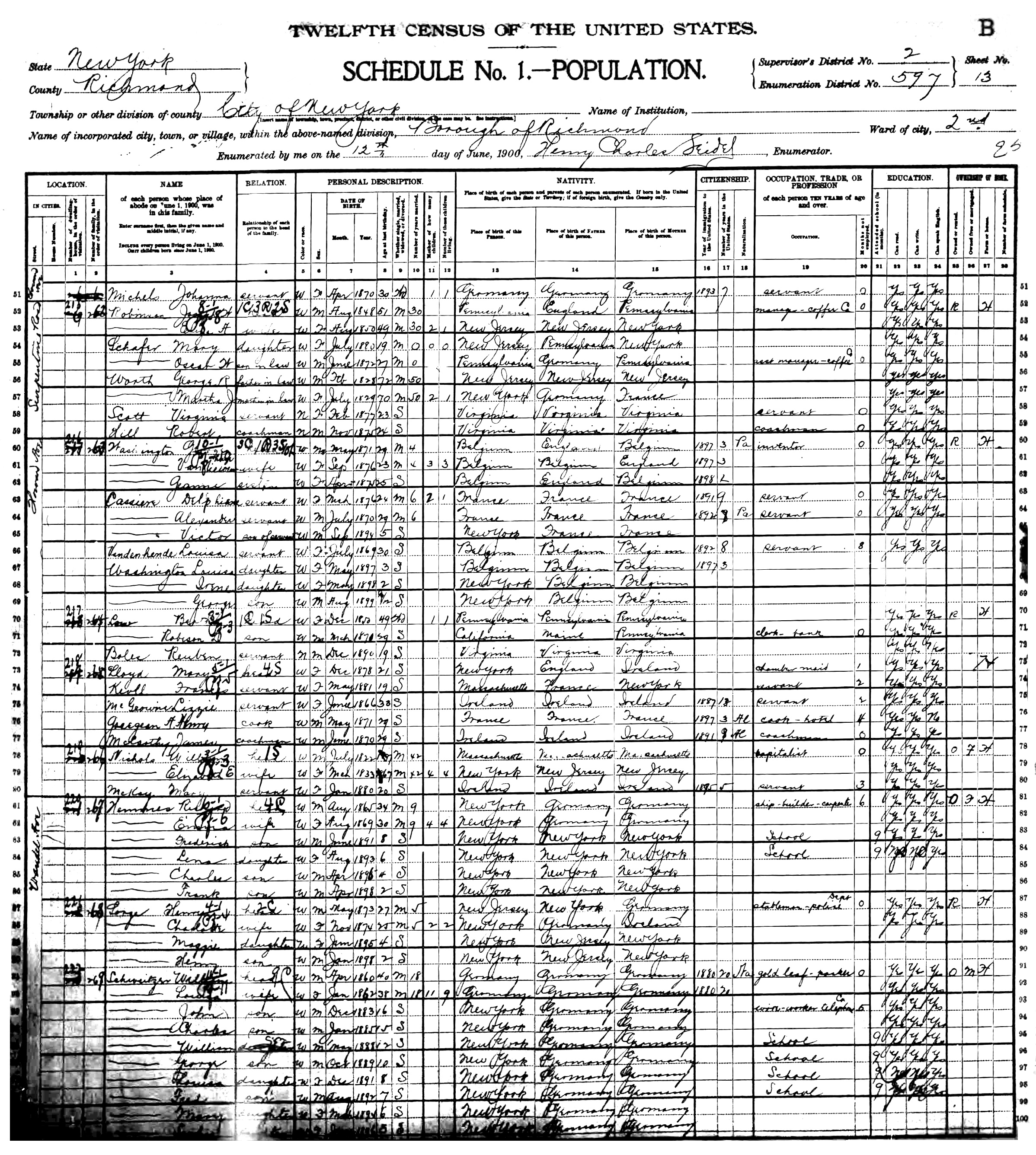
تعداد عام 1900 في واشنطن

ولد جورج واشنطن في كورتريك، بلجيكا في شهر مايو 1871  في كورتيريجيك مدينة بلجيكا كطفل والده إنجليزى أم بلجيكية. اتباعاً لقوانين الجنسية والذي يعتبر الأب مؤقت، كان واشنطن من الرعايا البريطانين ومنذ ذلك الوقت حصل واشنطن الذي يُعد مواطن أجنبى على الجنسية الأمريكية في مايو 1918 وذلك بسبب اعتماد قوانين الجنسية على الإتصال الأبوى. يُعرف بأن ستة أشخاص من عائلة واشنطن استقروا بمناطق مختلفة في الولايات المتحدة الأمريكية وأمريكا الوسطى.حتى إذا كانت الآراء المدافعة بأن المخترع جورج واشنطن على صلة قرابة من رئيس الولايات المتحدة الأمريكية جورج واشنطن أو هناك عدد من الحسابات يدعون وجود علاقة بالرئيس الأمريكى جورج واشنطن فإن هذه الصلة ليست واضحة. بعد إستقرار جورج واشنطن في مدينة بروكسل حصل على التعليم الكيميائى أو الشهادة الجامعية في الكيمياء في جامعة بونن. تزوج جورج واشنطن في شهر ديسمبر 1895 بالسيدة أنجلينا سيلين فيرجينى (الشهيرة باسم لينا فقط في أمريكا)أو التي تدعو نفسها ب (لينا) وفي عام 1876 تزوج بالسيدة فان نيونهيسى ولد من بلجيكا. التعداد السكانى للولايات المتحدة الأمريكية سجلت 1900 سجل على أن لينا مثل زوجها لديها أب بلجيكى وأم بريطانية فتظهر لينا كطفلة لأم إنجليزية وأب بلجيكى فهى من المقيدين بالتعداد السكانى للولايات المتحدة الأمريكية لعام 1900. على الرغم من ان عائلة واشنطن صار لها مكاناً من المقيدين بالتعداد السكانى في جزيرة إيليس فإنها قد ارتحلت إلى الولايات المتحدة الأمريكية بسفينة أبحرت من أنتويرب في السادس من أكتوبر لعام 1896 وقد أُعلن بأن العائلة أصبحت من سكان الولايات المتحدة الأمريكية لعام 1900. وقد سُمح لها بالدخول للولايات المتحدة الأمريكية عام 1907وتم تسجيل هذه العائلة في جزيرة إيليس على الرغم من 1900 سجل التي سجلها التعداد السكانى بأنهم هاجرو للولايات المتحدة عام 1897.أصبح الثلاثة أطفال: تشيفتن لويسافى مايو 1897, إيرنا مايو 1898  وجورج واشنطن أغسطس 1899  مقيمين بمنطقة نيويورك. واشنطن الذي استقر مع عائلته في مدينة نيوبيريوتن فقد أسس شركة منتجة لفتيل غاز الهواءأو مستوقدات غاز الكيروسين في نيوجيرسى. غير أن نهاية هذا العمل أسفر إلى تطور تكنولوجى مصباحى. تجاوزت وظيفة واشنطن الذي يكون أيضاً صاحب شركة كاميرا إلى كونه مخترع في التعداد السكانى للولايات المتحدة الأمريكية.لقد عاش جورج واشنطن الذي بلغ من العمر29 عاماً أثناء إحصائية السكان مع زوجته التي بلغت 23 عاماً وأخته التي بلغت 25 عاماًوثلاثة من الخدم وأيضاً طفلة في منزل مستأجر في مدينة بروكلين. عمل واشنطن في عام 1906, 1907  بالمجال الزراعى في مدينة غواتى مالا.وفى هذه الأثناء عاد واشنطن الذي استعلم بما يتعلق بمنتج القهوة الجاهزة إلى نيويورك بعد مدة سنوية وعاشوا في نيو برايتون في جزيرة ستايتن لكن شركة جورج واشنطن للإضاءة كان مقرها قريبا من نيو جيرسى.وتم هجر العمل مع نمو ضوء الأضواء المتوهجة الكترونيا.واشنطن كان له أيضاشركة للكاميرات لبعض الوقت.ومع مرور الوقت سجل التعداد السكانى على أنه مخترع ومبتكر، يبلغ 29 من العمر، يقيم في منزل في مستأجر في بروكلين مع زوجته التي تبلغ 23 من العمر، وأبناؤهم الثلاثة ومع أخته الصغرى التي تبلغ من العمر 25 عاماً وثلاثة خدم وطفلان.حاول واشنطن العمل في ماشية بمزرعة في غواتيمالا عام 1906و 1907، خلال ذلك الوقت طور قهوتهوطريقة التحضير الفورية وبدأ يسعى لعمله الأساسى في تصنيع القهوة.عاد واشنطن إلى مدينة نيويورك بعد سنة تقريباً من غواتيمالا وبدأ يسعى لعمله الأساسى في تصنيع القهوة.

## حياته الخاصة
واشنطن الذي بدأ إنتاج القهوة عام1910 خلال تلك الأثناء وجد منزلين يقعان في إقليم سوفولك، بيلبورت، والطريق الآخر 287 الجنوبى للمدينة،بروكلين، واحدهم في بروسبكت بارك الغربية.لفد باع واشنطن هذه المنازل لعامى 1926-1927 إلى البروكليين الأثرياء الذين أرادوا تحويلها إلى نادى إجتماعى.بعدما حصل واشنطن على مايقرب من مليون دولار من هذه البيعة اشترى بها قطعة أرض في نيو جيرسى ناقلاً شركته إلى هناك وبدأ بنقل محل إقامته إلى المنزل القديم في ميندهم بولاية فرانكلين مورفى «فرانكلين فارمس». عندما سمع واشنطن عن أعمال زراعة النباتات والحيوانات المفترسة فقد حول منازله التي في ميندهم وبيل بورت إلى حدائق حيوان صغيرة.المخترع الذي شوهد وهو يتجول بالقرد ويحمل طائر على عاتقه في جزيرة لونج فقد اعتنى بتربية أنواع من الطيور النادرة في حدائق الحيوان التي أسسها بنفسه.فقد عُرف بان واشنطن يُطعم الإيل والكنف والماعز والظبى في بيل بورت.وقد احتلت الحمير الزردة واللاما مكاناً بين مئات الحيوانات اللاجئة في ميندهام.وقد اشتهر واشنطن في نفس ذات الوقت بأنه أحد الأعضاء الذين لعبوا دور فعال في نادى لوتس أحد النوادى الاجتماعية الرئيسة بمدينة نيويورك.عُين اسم واشنطن كمرشح«للحزب الأمريكى» في انتخابات الرئاسة للولايات المتحدة الأمريكية لعام 1920 وتعد باطلة بسبب عدم اكتمال الوثائق في الوقت المحدد لها.غير أن هذا الترشيح الذي لم يبد جاداً لم يكن موضوعاً للمناقشة.لهذا السبب فإن جورج واشنطن لا ينتمى إلى الأمم المتحدة.لم تكن الحركة الموجهة للتنديد بالمشروعات المشابهة والأحزاب الأمريكية المتزايد أعدادها في هذه الأيام للترشيح غير محددة. «أدار هذا الرجل الماهر أمورنا كافة.يوجد نقود كافية لتنفيذ حملة تصويت.ألم ننس أن ألبرت فيلتمان عد مائة ألف دولار بقصره في مدينة بروسبكت بارك الغربية؟ كما نعلم أيضاً أنه اكتسب معلومات سياسية من سناتوركالدر جورج هاملين تشيلدس اللذان يحسنان مجاورته. وطبقاً لفكره الآن فإن الإدعاء هو الذي أبطل الحزب الأمريكى.نحن نغفل شيء مثل النزاع الذي في جمعية الأمم والحكومة بعد الليفربول وأيضا البلاشفة.» (سياسى بروكلينى «مجهول الهوية» صحيفة تايمز نيويورك 4 يناير01924).

## إختراعه وحياته العملية

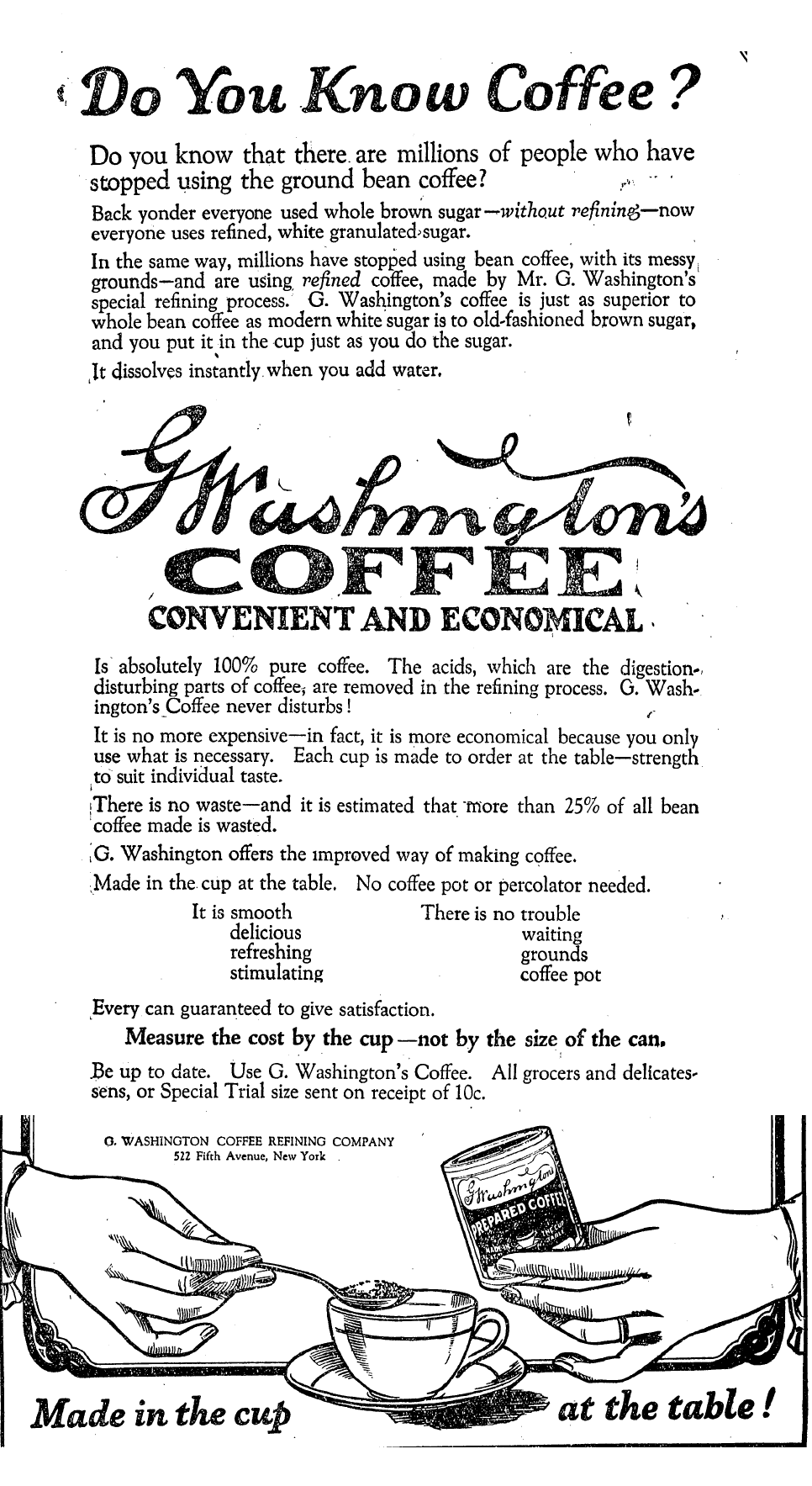
إعلان صفاء السكر الأبيض الذي يختلط مع القهوة الجاهزة في الثانى من يناير 1922(لصحيفة تايمز نيويورك الأمريكية).

يكون واشنطن صاحب ما ينوف حول 24 اختراع في مجالات لمبة الجاز والكاميرا وأعمال الغذاء.حتى إذا كان ساتورى كاتو طور المشروع الأول لمجال تقنية القهوة الجاهزة فإن مشروع واشنطن ساهم لنقل القهوة لسوق الإنتاج التجارى.يُعتقد أن واشنطن قد إستوحاها من البودرة المستخلصة التي شاهدها في حافة إبريق القهوة الفضى.في هذه الأثناء طور غواتيمالا فيديريكو ليهونهوف إيلد الذي من أصل ألمانى فقد طور صناعة القهوة الجاهزة وحمل هذا المنتج إلى السوق الأوروبى.غير أن إيلد الذي راوده الشك بأن جورج واشنطن الذي لم يحقق شهادة الدكتوراه الخاصة منفصل عن كل هذه الاختراعات.عُرض منتج واشنطن للبيع تحت مسمى البن والأحمر في عام 1909(التشابه الجزئى لكلمة جاهز والمقابل لها بالإنجليزية كلمة ready)أما بعد مرور عام واحد إتصل المؤسس الجديد بشركة تكرير القهوة.ظلت شركة مجمع صناعة محطة انطلاق القطارات بمدينة بروكلين مركز الإنتاج الأول لواشنطن وانتقلت إلى مدينة نيوجيرسى في عام 1927 واستمر إنتاجها في موريس بلينز.أكدت إعلانات المنتج على فائدة وحداثة ونقاء القهوة الجاهزة.لقد زُعم بأن تأثير القهوة الجاهزة التي أُتضح بأنها عامل مساعد للجهاز الهضمى على النوم يكون أكثر انخفاضا مقارنة بالقهوة المعتادة.وقد إتسع استخدام هذا المنتج وأيضاً مبيعاته في الحرب العالمية الأولى للجيش الأمريكى.استهدف دعايا المنتج تمويله فيما بين الأعوام من 1930-1935 للشبكة الزرقاء والمسلسل الإذاعى المسمى «سيرلوك هولمز» المنتشرة في شركة NBC.على الرغم من كل هذا فقد لوحظ أن المنتجات الأول للقهوة الجاهزة توجد بصورة رديئة من آن لآخر.واجه واشنطن بعض المشكلات الضريبية التي ترتبط بمالية الشركة.حول مجيد قاسم لعائلته المقربة بعد شهر أربعة أخماس حصته تاركاً للشركة حق استعمال الأسرار التجارية التي ترتبط بإنتاج القهوة.في هذا الوضع فقد رفعت عائلة واشنطن لمحكمة التميز الضريبية دعوى للدفاع عن أفراض العائلة بعدم فرض ضرائب الأرباح عليهم.في النهاية أسفرت الدعوى المرفوعة لمحكمة التميز الفيدرالية ضد دعوى لعائلة واشنطن لعام 1927.رُفض الطلب الموجه بنقل الدعوى للمحكمة العليا.حصل ابنه واشنطن جورج واشنطن على لاختراعه الفنى للحفر الزنكى الذي طوره وعمل جاهداً كمدير لقسم المحاسبة لفترة ما في شركة والده.ومنذ ذلك اليوم فقد قضى فيرتشايلد كاميرا وإنسرومنت حياتهم في عام 1948 بهذا الفن التي إستخدمته المجالات بكثرة.

## الإتفاقيات العسكرية

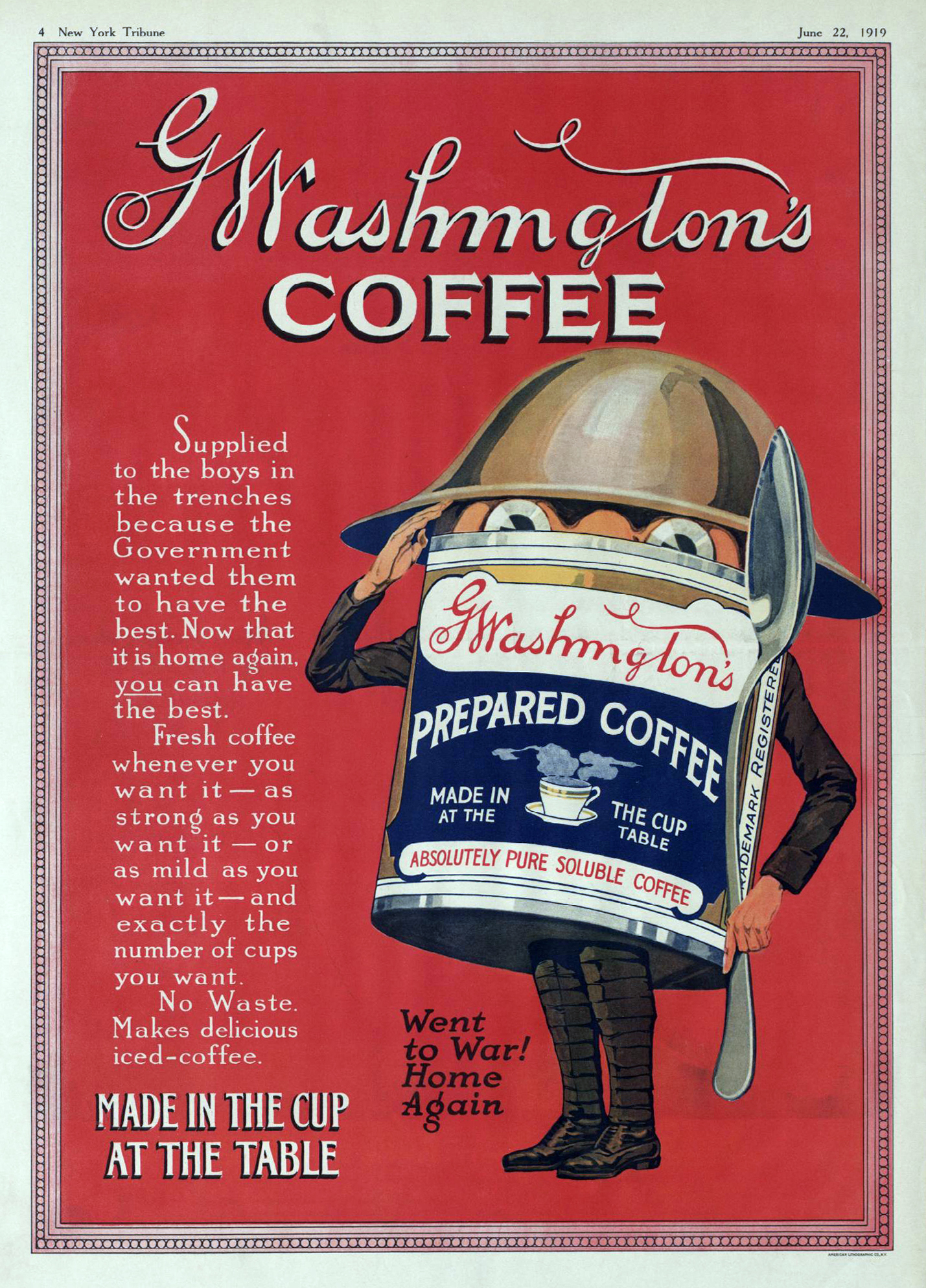
عقب الحرب العالمية الأولى تم عرض المنتج في السوق من جديد تحت شعار :"ذهب للحرب,ها هو الآن" (لصحيفة تيربونى نيويورك 22يونيه لعام 1919)

احتل منتج واشنطن مكاناً قيماً ملحوظاً في مؤن الحرب العالمية الأولى.يُعد إستهلاك القهوة في ميدان الحرب بهدف مساعدة الجنود في تخزين الكافين ذو قيمة.صرح هول بروك E.F الذي يعمل كمسؤل عن قطاع الأغذية في وزارة الدفاع الأمريكية أن تأثير غاز الخردل على القهوة يكون فعال في رد الأذى.أنتجت قوة الإستطلاع الكندية منتج موجه لتلبية احتياجات الجيش بأكمله وبعد دخول قوة المشاة الأمريكية إلى الحرب فإن المنتج أُستخدم من 1914 إلى عام 1917. وصل مجموع احتياج الجيش للقهوة فقط في الفترة الأخيرة لستة أضعاف المنتج حيث ظهرت زيادة الإنتاج باشتراكه مع التشغيل الحديث الذي أظهر فعالية في هذا المجال.نالت القهوة الجاهزة خلال هذا الوقت على إعجاب الجنود.وبدأ ذكرها تحت الاسم المستعار «فنجان قهوة جورج».أُستهلك المنتج بشكل جاف في هذه الفترة حيث تكون الأولوية لدعامة الكافين بدلاً من الطعم.أكون سعيداً على الرغم من أصوات المدافع والرصاص ولعبة الداما والوحل والمطر وأصوات الفئران.أخذت ليلة ولكن لم أصنع من قهوة جورج واشنطن فأدعو كل ليلة من أجل صحة ومعروف السيد واشنطن.عُرفت القهوة الجاهزة التي أُستخدمت كمؤونة وقاء.إتفق الجيش الأمريكى مع واشنطن من جديدفى الحرب العالمية الثانية وقد التقى أيضاً مع منتجات القهوة الأخرى بهدف تلبية الاحتياج المتزايد للجيش.أُنتجت هذه المنتجات وعلى رأسها النسكفيه في الفترة بين الحربين.

## سنواته الأخيرة
لقد تقاعد جورج واشنطن على المعاش بشراء المنتجات المنزلية الأمريكية شركة تكرير القهوة لجورج واشنطن عام 1943.عمليات البيع التي حققت لأفراد العائلة نصيب كبير أتمت بمقايدة 29.860 أسندة مالية حكومية (فيما يقرب من 1.7 مليون دولار بالإضافى إلى المنتجات المنزلية الأمريكية التي أُلحقت ببنية 34 شركة في السنة الثامنة ظهرت بشكل ملائم. عُين كلارس مارك على رأس وحدات شركة جورج واشنطن. قضى جورج واشنطن سنواته الأخيرة في منزله بمدينة ميندهام طريق نيوفيرنون الجديد بائعاً أملاكه المسماة «مزارع فرانكلين» فقد المخترع حياته نتيجة مرضه في 29 مارس لعام 1946 أي بعد ثلاث سنوات من بيعته للشركة. وبعد مرور ثلاثة أيام شيعت مراسم جنازته. تراجع إنتاج القهوة الشهير بجورج واشنطن عقب مبيعه لتنكو عام 1961 مكان المنتج في نيوجيرسى (اعتباراً من هذا اليوم أصبحت الشركة على صلة بشركة كوكاكولا. عرض واشنطن بهارات وحساء جورج واشنطن التي تكون آخر ماركة تجارية صادرة عنه في السوق وأضافها لبنية ltd, وهو هوم إستات فارم لعام 2001 بعد انتقالها للعديد من المرات.
- U.S. Patent 576٬523
- U.S. Patent 576٬524
- U.S. Patent 584٬569
- U.S. Patent 589٬051
- U.S. Patent 593٬257
- U.S. Patent 607٬974
- U.S. Patent 619٬059
- U.S. Patent 706٬504
- U.S. Patent 706٬505
- U.S. Patent 730٬498
- U.S. Patent 745٬698
- U.S. Patent 760٬670
- U.S. Patent 760٬671
- U.S. Patent 760٬672
- U.S. Patent 770٬135
- U.S. Patent 770٬836
- U.S. Patent 777٬871
- U.S. Patent 778٬518
- U.S. Patent 781٬317
- U.S. Patent 1٬504٬459
- U.S. Patent 1٬512٬730
- U.S. Patent 1٬512٬731
- U.S. Patent 1٬631٬298
- U.S. Patent 1٬631٬299
- U.S. Patent 1٬631٬302
- U.S. Patent 1٬631٬303

## الملاحظات
- يُعتقد أن واشنطن لم يستخدم إسمه الحقيقى في الولايات المتحدة الأمريكية.ويمكن أن ندلل على ذلك من خلال تعداد سكان سجلات الهجرة ومراجعات صحة الاختراع وكتاباته للمجلة التي تصدر بإسمه.
- مكان ميلاد واشنطن تبعاً لصحيفة واشنطن تايمز الأمريكية كورتيريجيك وتبعاً لصحيفة نيويورك هيرالى الجديدة بروكسل تبين السجلات بيلجيكا أن المخترع تزوج بمدينة بلجيكا.
- شارك جاميس أي فيرجون حاكم ولاية تكاس السابق كمرشح«للحزب الأمريكى» في انتخابات عام 1920.
- وُصف منزل واشنطن ببلبورت ك«مصيف واشنطن» أما محل إقامته تمر من خلال إعلان مؤرخ لعام 1928 :45 سهول موريس في هانوف بلفور.وذكرت أيضاً صحيفة واشنطن تايمز الأمريكية بأن مكان الإنتاج هو خط موريستان، وبناء على ذلك فإن المكان الصحيح يجب أن يكون 45 شرق هانوف بلفور.

## الاتصالات الخارجية
القهوة في لحظة.قصة رف المخزن: إحدى أجزاء العمل الفنى الشهير بتاريخ الخطوط العريضة لتخصصات البقالة.
الموقع الرسمي لتوابل وحساء جورج واشنطن.